# Eenie Meenie
Singles par Sean Kingston
Feel It
(2010) Letting Go (Dutty Love)
(2010)
Singles par Justin Bieber
Baby
(2010) Somebody to Love
(2010)
Eenie Meenie est une chanson par le chanteur jamaïcain-américain Sean Kingston et le chanteur canadien Justin Bieber. La chanson a été écrite par Kingston, Bieber, Carlos Battey, Steven Battey, Benny Blanco, Marcos Palacios et Ernest Clark, et a été produite par Blanco. Elle est sortie comme le premier single du troisième album studio sans titre de Kingston le 23 mars 2010, et est également inclus sur l'album de Bieber My World 2.0. La chanson, une piste dance-pop avec les influences reggae de Kingston et le R&B de Bieber, parle lyriquement d'un amant indécis.

## Signification
Ce morceau parle d'une fille qui ne sait pas ce qu'elle veut, elle n'arrive pas à choisir entre deux garçons et finit seule. D'où le nom Eenie Meenie, qui est l'équivalent de Am stram gram pour les anglophones.

## Style
Eenie Meenie est une chanson d'influence pop, rock et a quelques moments electro. C'est Sean Kingston qui ouvre la chanson et qui influe les moments électro, Justin Bieber arrive après le refrain. L'iTunes Store dévoile une note de 9,5/10 pour ce single.

## Clip
Le clip de cette chanson a été tourné à Los Angeles et a été diffusé internationalement le 30 avril 2010. Nous pouvons y voir les deux chanteurs dans une fête qui se trouve dans une villa en haut d'une montagne.

## Certifications
| Pays             | Association  | Certification | Ventes/Équivalence |
| ---------------- | ------------ | ------------- | ------------------ |
| Australie        | ARIA         | platine       | 70 000             |
| Canada           | Music Canada | or            | 40 000             |
| États-Unis       | RIAA         | platine       | 1 000 000          |
| Nouvelle-Zélande | RMNZ         | or            | 15 000             |
| Royaume-Uni      | BPI          | argent        | 200 000            |